# Atteo

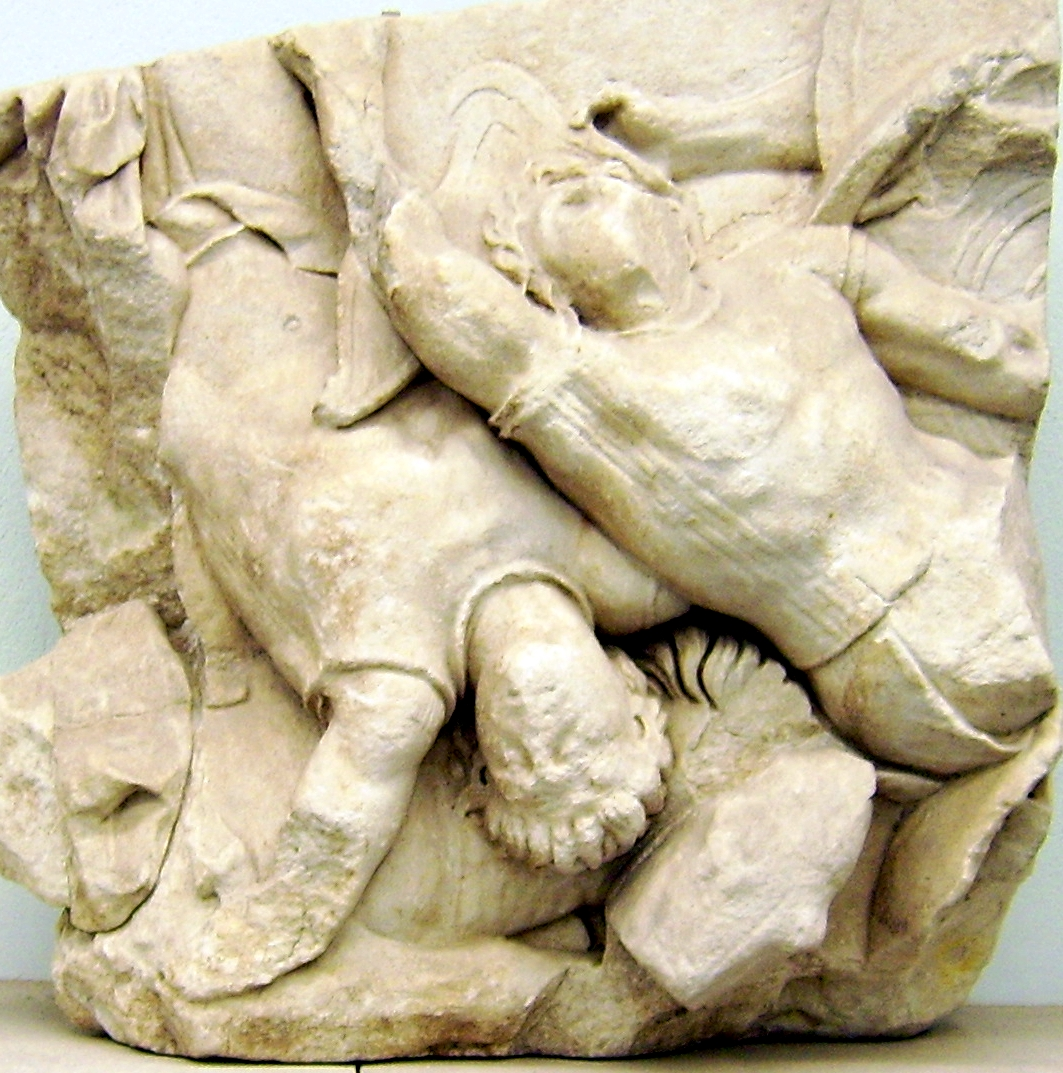
Aiace uccide Atteo

Nella mitologia greca,  Atteo  era un autoctono dell'Attica, dal quale la regione avrebbe preso il nome, e secondo una versione, ne sarebbe stato il primo re.

## Nella mitologia
Atteo era il padre di Aglauro e diede il nome all'Attea, una parte dell'Attica.
Atteo era anche l'epiteto che si utilizzava per chiamare diverse figure dell'olimpo, fra cui Zeus, il padre degli dei.

### Pareri secondari
Secondo altre versioni non era Atteo il primo re dell'Attica ma il marito di Agraulo, Cecrope, l'essere per metà umano e per metà serpente.